# Julia Navarro

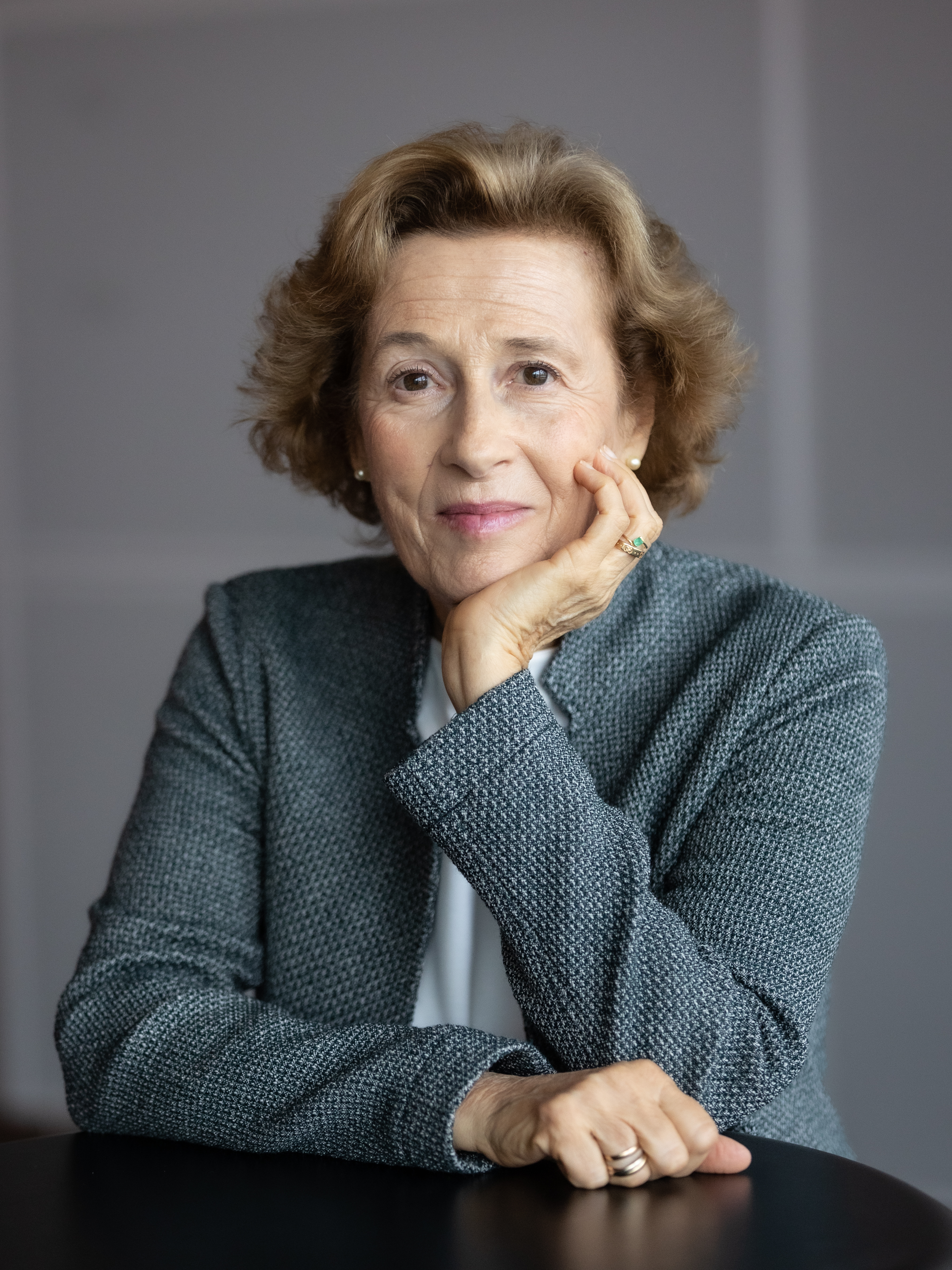
Julia Navarro, 2022

Julia Navarro (* 8. Oktober 1953 in Madrid) ist eine spanische Schriftstellerin.

## Leben
Sie war als Journalistin zunächst für verschiedene spanische Zeitungen, Rundfunk- und Fernsehstationen tätig. Sie veröffentlichte mehrere Sachbücher und hatte dann mit Romanen auch internationalen Erfolg. Ihre Bücher wurden in bis zu zehn Sprachen übersetzt.

## Werke

### Sachbücher
- Nosotros, la transición, 1995
- 1982-1996, entre Felipe y Aznar, 1996
- La izquierda que viene, 1998
- Señora presidenta, 1999
- El nuevo socialismo: la visión de José Luis Rodríguez Zapatero, 2001

### Romane
- La Hermandad de la Sábana Santa, 2004 (deutsch: Die stumme Bruderschaft, 2005)
- La Biblia de barro, 2005 (deutsch: Die Bibel-Verschwörung, 2006)
- La sangre de los inocentes, 2007 (deutsch: Das Blut der Unschuldigen, 2012)
- Dime quién soy, 2010 (deutsch: Alles, was die Zeit vergisst, 2011)
- Dispara yo ya estoy muerto, 2013
- Historia de un canalla, 2016
- Tú no matarás, 2018